# Immigrazione in Canada

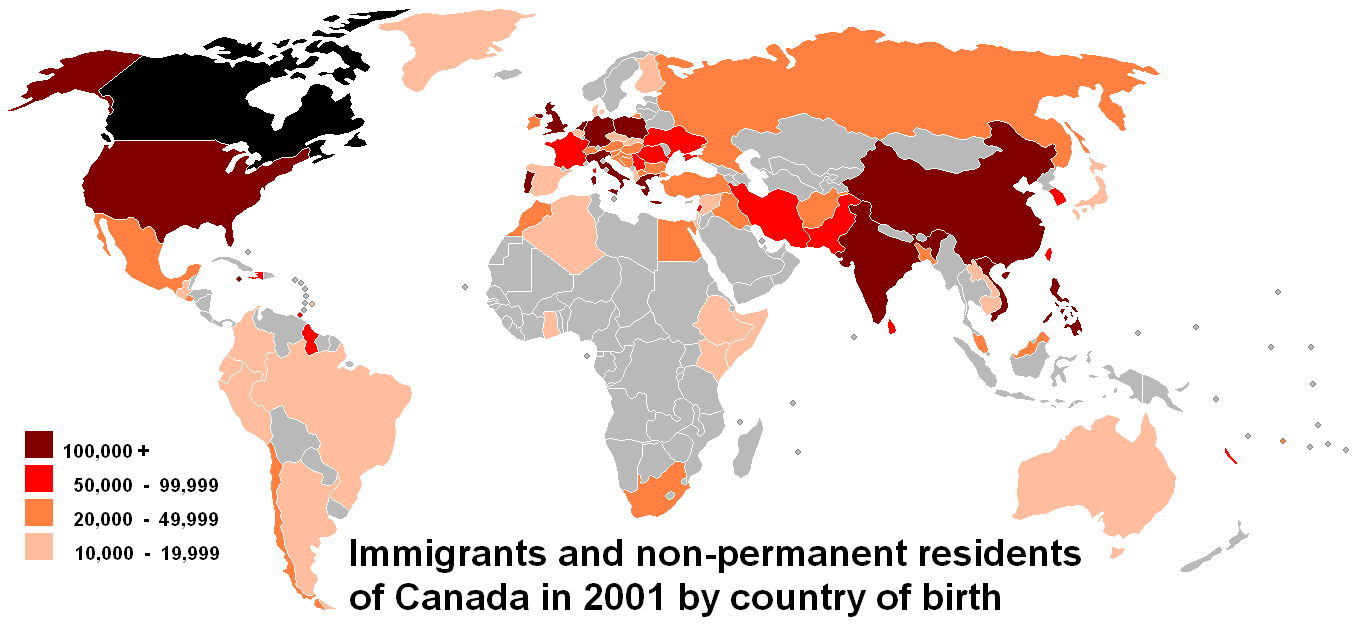
Paese di nascita degli immigrati e residenti temporanei in Canada al censimento del 2001

A partire dal 1947 la legislazione in materia di immigrazione in Canada ha subito importanti cambiamenti, i più sostanziali sono avvenuti con l'Immigration Act del 1976 e con l'Immigration and Refugee Protection Act del 2002.
Nel solo 2004 il Canada ha ricevuto 235.824 nuovi immigrati. I primi dieci paesi di provenienza sono stati la Cina con 37.280, l'India 28.183, le Filippine 13.900, il Pakistan 13.011, l'Iran 6.491, gli Stati Uniti 6.470, la Romania 5.816, il Regno Unito 5.353, la Corea del Sud 5.351 e la Colombia 4.600.
Al censimento del 2001 il Canada contava 34 gruppi etnici con più di 100.000 persone ciascuno, e di questi dieci ne possedevano più di 1.000.000.

## Storia

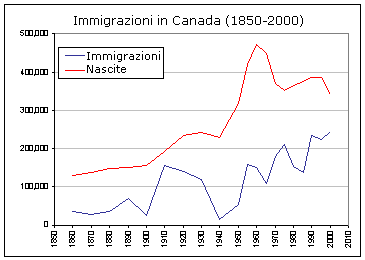
Comparazione tra nati ed immigrati, serie storica dal 1850

Anche se il Canada è un paese relativamente giovane, per millenni popolazioni diverse hanno migrato verso la sua regione geografica, seguendo spesso modalità e bisogni differenti tra loro.
Dal periodo del primo contatto europeo con il continente americano, si contano cinque ondate di immigrazione in Canada. La quinta è quella attualmente in corso.
La prima significativa ondata migratoria (di popolazione non aborigena) si snodò su un periodo di quasi due secoli all'indomani della scoperta di questa terra, con un lento ma progressivo insediamento francese in Quebec e Acadia. L'origine era prevalentemente europea e statunitense. Questa fase culminò con l'afflusso di lealisti britannici fuggiti in seguito alla rivoluzione americana e provenienti dagli stati del medio atlantico.
La seconda ondata proveniente dalla Gran Bretagna e dall'Irlanda fu incoraggiata dal governo coloniale del Canada in seguito alla Guerra del 1812, ed includeva regolari dell'esercito britannico che aveva servito durante la guerra. C'era la preoccupazione di un secondo tentativo di invasione da parte degli Stati Uniti e a questo si aggiungeva la necessità di contrastare l'influenza francofona del vicino Québec all'interno dell'Alto Canada (l'odierno Ontario) a maggioranza di lingua inglese.

Una spinta consistente a questa seconda ondata venne offerta dall'immigrazione irlandese, che era andata via via crescendo in seguito alla dura carestia che aveva colpito l'isola nel 1846. Dei centomila irlandesi che nel solo 1847 arrivarono sulle sponde del Canada si stima che uno su cinque morì di malnutrizione e malattie. Tassi di mortalità prossimi al 30% a bordo delle navi potevano anche essere comuni. Molti degli Irlandesi in seguito migrarono verso gli Stati Uniti. Dal 1867 oltre l'80% degli immigrati arrivò in Canada a bordo delle navi a vapore.
Durante il XX secolo si registrarono due forti ondate migratorie provenienti prevalentemente dall'Europa. La prima di queste ebbe il suo picco fra il 1910 e il 1913 (oltre 400.000 giunsero in Canada nel solo 1913). La seconda trovò il suo picco nel 1957 (282.000 arrivi). Ciò contribuì a rendere il Canada un paese fortemente multiculturale, con una sostanziale fetta della popolazione non di lingua inglese o francese.

Un periodo di stasi si è verificò negli anni fra la Prima e la seconda guerra mondiale in cui si verificò tra l'altro la Grande depressione.
L'attuale ondata migratoria è iniziata negli anni settanta, e ha visto prendere piedi l'immigrazione dai paesi del Sud del mondo. Una migrazione che ha preso corpo dal momento in cui sono state tolte le restrizioni per l'immigrazione dei non-bianchi, a partire con la nuova legge sull'immigrazione del 1967, con Lester B. Pearson come Primo Ministro, continuata con la politica del suo successore, Pierre Trudeau. Durante il governo Mulroney, sul finire degli anni ottanta, i livelli di immigrazione sono cresciuti ulteriormente oscillando tra i 225.000 e i 275.000 arrivi annui.
Dal 2001 si è oscillato tra i 221.352 e i 262.236 arrivi all'anno.
Le varie immigrazioni succedutesi nel corso della sua storia (e in parte ancora in corso), hanno reso il Canada un paese fortemente composito dal punto di vista etnico e culturale. Diversamente da altri paesi (in particolare i vicini Stati Uniti), dove si è affermata nel tempo una forte tendenza all'assimilazione delle varie culture, che dovrebbero essere superate per dare vita ad un'identità nazionale il più omogenea possibile, in Canada si è invece affermato un modello multiculturale in senso stretto, che tende cioè ad offrire maggiori spazi e tutele alle singole culture d'origine, come è esplicitamente sancito nell'Immigration Act. Per descrivere questa realtà multiculturale canadese si usa spesso l'espressione "mosaico culturale", in opposizione al modello statunitense del melting pot (letteralmente: "crogiolo"). 

## Categorie di immigrati
In generale, ci sono tre tipi dell’immigrazione: immigrazione economica (lavoratori qualificati e immigrati business), ricongiungimento familiare, e rifugiati.
Immigrazione economica. Il Ministero dell’immigrazione, dei rifugiati e della cittadinanza del Canada suddivide gli immigrati economici in alcune subcategorie. Dal 2015 l’immigrazione dei lavoratori qualificati a livello federale avviene tramite il servizio online Express Entry. I candidati possono registrarsi nel sistema e guadagnare dei punti in base ai loro requisiti personali, compresa l’età, istruzione, esperienza lavorativa e conoscenza delle lingue parlate in Canada. I candidati con il punteggio più alto vengono selezionati con l’utilizzo del sistema CRS (Comprehensive Ranking System). Dopo la valutazione di tutti i candidati, i loro profili rimangono nel sistema per 12 mesi in attesa dell’esame. Una volta ottenuto l’invito, i candidati sono tenuti a presentare l’intero pacchetto di documenti per la residenza permanente in Canada entro i 60 giorni. Il sistema Express Entry funziona nell’ambito di tre programmi federali — Federal Skilled Workers (lavoratori qualificati stranieri), Canadian Experience Class (lavoratori stranieri che hanno ottenuto un’esperienza lavorativa in Canada) e Federal Skilled Trades (artigiani e professionisti tecnici). Inoltre, Express Entry accoglie una parte dei flussi dei programmi provinciali nell’ambito del Provincial Nominee Program, legati con il sistema Express Entry.
Immigrati business. L’immigrazione in Canada per motivi d’affari a livello federale avviene tramite il programma Startup Visa mirato all’attrazione di imprenditori delle startup straniere, nonché tramite il programma per imprenditori autonomi nel settore della cultura e atleti professionali. Inoltre, anche molti programmi provinciali prevedono dei flussi per imprenditori.
Ricongiungimento familiare. Nell’ambito di un apposito programma governativo i cittadini canadesi ed i residenti possono sponsorizzare i loro familiari e parenti vicini perché loro immigrino in Canada.
Sponsorizzazione dei coniugi. Tale sponsorizzazione è prevista solo se entrambi i coniugi hanno raggiunto l’età di 18 anni e risultano maggiorenni al momento della domanda. Gli stessi requisiti si applicano ai partner civili. Nell’ottobre del 2012 è stata introdotta la modifica concernente la residenza convenzionale per il coniuge sponsorizzato. Detta modifica prevede che nel caso in cui il matrimonio sia stato contratto meno di 2 anni fa ed i coniugi non abbiano bambini comuni, il coniuge sponsorizzato ottiene la residenza permanente in Canada solo per 2 anni durante i quali i coniugi devono convivere. Inoltre, la stessa modifica del giugno del 2015 dice che nel caso in cui dopo lo scadere del termine di 2 anni avvenga il divorzio, il coniuge sponsorizzato perde il diritto di fare da sponsor nei confronti di un eventuale nuovo partner per i prossimi 5 anni. Le restrizioni per chi non può sponsorizzare il suo partner straniero sono: reclusione dello sponsor; fallimento; assistenza previdenziale ottenuta dallo stato; azioni illecite tentate nel passato; mancata corrispondenza dell’assegno di mantenimento nell’ambito degli obblighi relativi al matrimonio precedente; mancata restituzione di sovvenzioni ottenute dallo stato.
Sponsorizzazione dei genitori per l’immigrazione in Canada. A partire dal 2013, il Canada ha ridotto i termini dell’esame di domande di sponsorizzazione familiare, compresa la sponsorizzazione dei genitori e/o nonni. Dal 2014 il Ministero dell’Immigrazione del Canada stabilisce la quota annuale per le nuove domande presentate nell’ambito di questo tipo di sponsorizzazione. Nel 2019 sono state ricevute 27000 richieste. Si stima che nel 2021 il numero di richieste ammonterà a 30000. Tale opportunità di sponsorizzare i genitori e/o nonni è stata quasi del tutto esclusa dal programma HCP (Humanitarian and Compassionate Program). In alternativa, il Canada offre il visto chiamato Super Visa per il ricongiungimento con i genitori. Tale visto prevede l’entrata multipla per i genitori e/o nonni per 10 anni con l’opportunità di stare nel paese fino a 2 anni dopo ogni entrata (parzialmente prorogabile sul territorio canadese).
Rifugiati. Immigrazione dei rifugiati e delle persone in evidente bisogno di protezione internazionale. 
Ai sensi della legge sulla cittadinanza canadese, gli immigrati possono far domanda per diventare il cittadino canadese dopo aver vissuto nel paese per almeno 3 anni (1095 giorni) su 5.

## Origini etniche della popolazione canadese
| Ethnicity         | Combined responses | As single response | One of multiple responses |
| ----------------- | ------------------ | ------------------ | ------------------------- |
| Canadesi          | 10,066,290         | 5,748,720          | 4,317,570                 |
| Inglesi           | 6,570,015          | 1,367,125          | 5,202,890                 |
| Francesi          | 4,941,210          | 1,230,535          | 3,710,675                 |
| Scozzesi          | 4,719,850          | 568,515            | 4,151,340                 |
| Irlandesi         | 4,354,155          | 491,030            | 3,863,125                 |
| Tedeschi          | 3,179,425          | 670,640            | 2,508,785                 |
| Italiani          | 1,445,335          | 741,045            | 704,285                   |
| Cinesi            | 1,346,510          | 1,135,365          | 211,145                   |
| Indiani d'America | 1,253,615          | 512,150            | 741,470                   |
| Ucraini           | 1,209,085          | 300,590            | 908,495                   |
| Olandesi          | 1,035,965          | 303,400            | 732,560                   |
| Polacchi          | 984,565            | 269,375            | 715,190                   |
| Indiani           | 962,665            | 780,175            | 182,495                   |
| Russi             | 500,600            | 98,245             | 402,355                   |
| Gallesi           | 440,965            | 27,115             | 413,855                   |
| Filippini         | 436,190            | 321,390            | 114,800                   |
| Norvegesi         | 432,515            | 44,790             | 387,725                   |
| Portoghesi        | 410,850            | 262,230            | 148,625                   |
| Métis             | 409,065            | 77,295             | 331,770                   |
| Britannici        | 403,915            | 94,145             | 309,770                   |
| Svedesi           | 334,765            | 28,445             | 306,325                   |
| Spagnoli          | 325,730            | 67,475             | 258,255                   |
| Statunitensi      | 316,350            | 28,785             | 287,565                   |
| Ungheresi         | 315,510            | 88,685             | 226,820                   |
| Ebrei             | 315,120            | 134,045            | 181,070                   |
| Greci             | 242,685            | 145,250            | 97,435                    |
| Giamaicani        | 231,110            | 134,320            | 96,785                    |
| Danesi            | 200,035            | 33,770             | 166,265                   |

### Gruppi etnici minori
| Etnie                         | Cittadinanze responses | Di origine response | Oriundi responses per respondent |
| ----------------------------- | ---------------------- | ------------------- | -------------------------------- |
| Belgi                         | 168,915                | 33,675              | 135,240                          |
| Libanesi                      | 165,150                | 103,855             | 61,295                           |
| Vietnamiti                    | 151,410                | 119,120             | 32,290                           |
| Austriaci                     | 147,585                | 25,320              | 122,265                          |
| Romeni                        | 131,830                | 53,320              | 78,505                           |
| Finlandesi                    | 114,690                | 31,985              | 82,705                           |
| Svizzeri                      | 110,795                | 24,595              | 86,200                           |
| Serbi                         | 55,540                 | 39,205              | 16,330                           |
| Coreani                       | 101,715                | 95,200              | 6,510                            |
| Quebechesi                    | 98,670                 | 65,480              | 33,190                           |
| Trinidadiani                  | 70,590                 | 65,440              | 50,150                           |
| Afroamericani                 | 97,185                 | 37,380              | 59,810                           |
| Croati                        | 97,050                 | 58,170              | 38,880                           |
| Iraniani                      | 88,220                 | 73,450              | 14,770                           |
| Giapponesi                    | 85,230                 | 53,175              | 32,050                           |
| Haitiani                      | 82,405                 | 70,755              | 11,650                           |
| Cechi                         | 79,910                 | 24,945              | 54,965                           |
| Islandesi                     | 75,090                 | 10,850              | 64,240                           |
| Pachistani                    | 74,015                 | 54,565              | 19,450                           |
| Arabi                         | 71,705                 | 47,600              | 24,100                           |
| Acadiani                      | 71,590                 | 21,945              | 49,645                           |
| Iugoslavi                     | 65,505                 | 26,880              | 38,625                           |
| Cingalesi                     | 61,315                 | 45,485              | 15,825                           |
| Indiani del West              | 59,705                 | 33,295              | 26,410                           |
| Inuit                         | 56,330                 | 37,030              | 19,300                           |
| Guyanesi                      | 51,570                 | 26,290              | 25,280                           |
| Slovacchi                     | 50,860                 | 19,865              | 30,990                           |
| Sud asiatici                  | 49,205                 | 41,950              | 7,255                            |
| Oceania                       | 48,595                 | 10,760              | 37,835                           |
| Magrebini                     | 48,165                 | 32,175              | 15,990                           |
| Punjabi                       | 47,155                 | 28,980              | 18,180                           |
| Latinoamericani               | 41,620                 | 30,380              | 11,240                           |
| Egiziani                      | 41,310                 | 26,150              | 15,160                           |
| Armeni                        | 40,505                 | 27,175              | 13,330                           |
| Messicani                     | 36,575                 | 15,815              | 20,755                           |
| Lituani                       | 36,485                 | 11,320              | 25,165                           |
| Cileni                        | 34,115                 | 21,820              | 12,290                           |
| Somali                        | 33,725                 | 30,830              | 2,895                            |
| Cecoslovacchi                 | 33,540                 | 7,205               | 26,340                           |
| Maltesi                       | 33,000                 | 14,115              | 18,880                           |
| Scandinavi                    | 32,730                 | 6,690               | 26,040                           |
| Macedoni                      | 31,265                 | 16,790              | 14,475                           |
| Sloveni                       | 28,910                 | 15,285              | 13,635                           |
| Bulgari                       | 27,260                 | 16,480              | 10,775                           |
| Salvadoregni                  | 26,735                 | 20,795              | 5,940                            |
| Australiani                   | 25,415                 | 3,805               | 21,615                           |
| Afghani                       | 25,230                 | 22,320              | 2,910                            |
| Turchi                        | 24,910                 | 15,065              | 9,845                            |
| Barbadiani                    | 23,725                 | 10,600              | 13,125                           |
| Lettoni                       | 22,615                 | 8,885               | 13,730                           |
| Estoni                        | 22,085                 | 9,645               | 12,435                           |
| Siriani                       | 22,065                 | 10,425              | 11,640                           |
| Marocchini                    | 21,355                 | 13,035              | 8,315                            |
| Europei                       | 20,450                 | 9,715               | 10,735                           |
| Cambogiani                    | 20,430                 | 14,840              | 5,595                            |
| Iracheni                      | 19,245                 | 14,105              | 5,140                            |
| Sudafricani                   | 18,925                 | 4,980               | 13,945                           |
| Taiwanesi                     | 18,080                 | 13,335              | 4,745                            |
| Peruviani                     | 17,945                 | 10,935              | 7,010                            |
| Laotiani                      | 16,950                 | 12,345              | 4,605                            |
| Ghanesi                       | 16,935                 | 14,170              | 2,765                            |
| Colombiani                    | 15,865                 | 10,445              | 5,415                            |
| Etiopi                        | 15,725                 | 13,100              | 2,625                            |
| Bosniaci                      | 15,720                 | 12,185              | 3,540                            |
| Algerini                      | 15,500                 | 11,235              | 4,260                            |
| Albanesi                      | 14,935                 | 12,310              | 2,625                            |
| Palestinesi                   | 14,675                 | 9,215               | 5,465                            |
| Neoterrani/Labradoresi        | 13,715                 | 4,155               | 9,555                            |
| Bengalesi                     | 13,080                 | 11,295              | 1,785                            |
| Fiamminghi                    | 11,665                 | 2,325               | 9,345                            |
| Caraibici                     | 10,990                 | 4,295               | 6,695                            |
| Figiani                       | 10,035                 | 5,115               | 4,920                            |
| Khmer                         | 10,000                 | 710                 | 295                              |
| Brasiliani                    | 9,710                  | 3,185               | 6,525                            |
| Indonesiani                   | 9,700                  | 2,080               | 7,620                            |
| Guatemaltechi                 | 9,550                  | 6,435               | 3,120                            |
| Nigeriani                     | 9,530                  | 6,570               | 2,960                            |
| Argentini                     | 9,095                  | 2,970               | 6,125                            |
| Indiani dell'America centrale | 8,965                  | 1,865               | 7,100                            |
| Asia Occidentale              | 8,805                  | 7,245               | 1,565                            |
| Sud-est Asiatico              | 8,795                  | 8,465               | 330                              |
| Ecuadoriani                   | 8,785                  | 5,960               | 2,830                            |
| Neozelandesi                  | 8,600                  | 1,160               | 7,435                            |
| Grenadini                     | 7,995                  | 4,315               | 3,680                            |
| Ispanici                      | 7,850                  | 5,460               | 2,390                            |
| Vincentiani/Grenadiniani      | 7,450                  | 3,875               | 3,575                            |
| Eritrei                       | 7,165                  | 6,265               | 900                              |
| Bengalesi                     | 7,020                  | 5,465               | 1,560                            |
| Assiri                        | 6,980                  | 4,570               | 2,410                            |
| Thai                          | 6,965                  | 2,810               | 4,160                            |
| Dominicani                    | 6,865                  | 3,255               | 3,610                            |
| Slavi                         | 6,810                  | 2,790               | 4,020                            |
| Sudanesi                      | 6,525                  | 4,495               | 2,030                            |
| Congolesi                     | 6,235                  | 5,005               | 1,230                            |
| Cubani                        | 6,200                  | 2,195               | 4,005                            |
| Nicaraguesi                   | 6,190                  | 4,340               | 1,850                            |
| Malesi                        | 6,095                  | 1,570               | 4,520                            |
| Israeliani                    | 6,060                  | 1,395               | 4,665                            |
| Venezuelani                   | 5,925                  | 2,320               | 3,600                            |
| Berberi                       | 5,570                  | 3,350               | 2,220                            |
| Tunisini                      | 5,325                  | 3,425               | 1,890                            |
| Bielorussi                    | 5,115                  | 1,490               | 3,620                            |
| Tibetani                      | 5,000                  | 1,000               | 4,000                            |
| Goaniani                      | 3,865                  | 1,630               | 2,235                            |
| Uruguaiani                    | 3,800                  | 1,695               | 2,105                            |
| Giordani                      | 3,760                  | 2,320               | 1,435                            |
| Singalesi                     | 3,560                  | 2,195               | 1,370                            |
| Frisiani                      | 3,175                  | 670                 | 2,500                            |
| Ruandesi                      | 3,060                  | 2,430               | 630                              |
| Honduregni                    | 3,025                  | 1,955               | 1,070                            |
| Kenioti                       | 2,990                  | 1,540               | 1,455                            |
| Maya                          | 2,875                  | 685                 | 2,190                            |
| Birmani                       | 2,840                  | 1,070               | 1,770                            |
| Santaluciani                  | 2,765                  | 1,420               | 1,345                            |
| Mauriziani                    | 2,720                  | 1,145               | 1,575                            |
| Baschi                        | 2,715                  | 395                 | 2,320                            |
| Gypsy (Roma)                  | 2,590                  | 390                 | 2,205                            |
| Siciliani                     | 2,465                  | 420                 | 2,045                            |
| Antiguani                     | 2,435                  | 1,025               | 1,405                            |
| Lussemburghesi                | 2,390                  | 450                 | 1,945                            |
| Africa Orientale              | 2,270                  | 1,000               | 1,270                            |
| Magrebini                     | 2,270                  | 1,125               | 1,145                            |
| Ugandesi                      | 2,125                  | 1,115               | 1,005                            |
| Panamanesi                    | 2,075                  | 1,055               | 1,020                            |
| Camerunesi                    | 2,070                  | 1,615               | 455                              |
| Ciprioti                      | 2,060                  | 590                 | 1,470                            |
| Asiatici                      | 2,010                  | 960                 | 1,045                            |
| Avaiani                       | 1,955                  | 110                 | 1,840                            |
| Burundiani                    | 1,900                  | 1,535               | 360                              |
| Zairiani                      | 1,885                  | 1,390               | 495                              |
| Yorubesi                      | 1,875                  | 1,340               | 535                              |
| Tanzanesi                     | 1,865                  | 830                 | 1,030                            |
| Ashanti                       | 1,860                  | 1,325               | 540                              |
| Bermudesi                     | 1,845                  | 205                 | 1,640                            |
| Boliviani                     | 1,795                  | 865                 | 935                              |
| Polinesiani                   | 1,745                  | 310                 | 1,435                            |
| Nevisiani                     | 1,730                  | 730                 | 1,000                            |
| Mongoli                       | 1,675                  | 545                 | 1,130                            |
| Senegalesi                    | 1,675                  | 1,045               | 630                              |
| Costaricani                   | 1,615                  | 770                 | 845                              |
| Bahamensi                     | 1,585                  | 360                 | 1,225                            |
| Azeri                         | 1,445                  | 470                 | 975                              |
| Yemeniti                      | 1,445                  | 685                 | 760                              |
| Caribi                        | 1,330                  | 70                  | 1,255                            |
| Maori                         | 1,305                  | 135                 | 1,170                            |
| Afrikaner                     | 1,250                  | 310                 | 935                              |
| Zimbabwani                    | 1,250                  | 585                 | 660                              |
| Igbo                          | 1,200                  | 850                 | 355                              |
| Kosovari                      | 1,200                  | 960                 | 245                              |
| Libici                        | 1,180                  | 795                 | 390                              |
| Nepalesi                      | 1,170                  | 770                 | 405                              |
| Ivoriani                      | 1,120                  | 655                 | 465                              |
| Guineani                      | 1,120                  | 710                 | 415                              |
| Angolani                      | 1,110                  | 615                 | 490                              |
| Sauditi                       | 1,080                  | 660                 | 420                              |
| Montenegrini                  | 1,055                  | 230                 | 820                              |
| Portoricani                   | 1,045                  | 130                 | 915                              |
| Pashtun                       | 1,040                  | 540                 | 500                              |
| Oromo                         | 1,030                  | 710                 | 320                              |
| Texani                        | 1,000                  | 700                 | 300                              |
| Seychelles                    | 980                    | 605                 | 370                              |
| Georgiani                     | 970                    | 385                 | 580                              |
| Tatari                        | 875                    | 370                 | 505                              |
| Kuwaitiani                    | 855                    | 585                 | 275                              |
| Maliani                       | 815                    | 480                 | 340                              |
| Malgasci                      | 780                    | 415                 | 365                              |
| Paraguayani                   | 760                    | 125                 | 640                              |
| Togolesi                      | 755                    | 480                 | 275                              |
| Akani                         | 750                    | 505                 | 240                              |
| Beliziani                     | 725                    | 225                 | 500                              |
| Martinica                     | 605                    | 140                 | 460                              |
| Hmong                         | 595                    | 455                 | 140                              |
| Sierraleonesi                 | 565                    | 350                 | 220                              |
| Kashmir                       | 480                    | 210                 | 275                              |
| Isole del Pacifico            | 390                    | 125                 | 265                              |
| Cornici                       | 365                    | N/A                 | 1,550                            |
| Isola di Man                  | 350                    | N/A                 | N/A                              |